# كريستر هاغن
كريستر هاغن (بالنرويجية: Krister Hagen)‏ (من مواليد 12 يناير عام 1989  م) وهو راكب دراجة هوائية نرويجي، ولد في كريستيانساند.

## سجل الفوز

### سباقات أو مراحل فاز بها
| التاريخ        | السباق                       | المركز                  |
| -------------- | ---------------------------- | ----------------------- |
| 25 مايو 2014   | طواف النرويج 2014            | الثاني في تصنيف الجبال  |
| 17 أغسطس 2014  | سباق النرويج 2014            | الثامن في تصنيف الجبال  |
| 09 مايو 2015   | سوندفولدن جراند بريكس 2015   |                         |
| 16 أغسطس 2015  | سباق النرويج 2015            | الثالث في تصنيف الجبال  |
| 27 سبتمبر 2015 | جوويكس بيجل 2015             |                         |
| 20 مارس 2016   | فولتا الينتيخو 2016          |                         |
| 02 أبريل 2016  | فولتا ليمبورغ الكلاسيكي 2016 | السابع في التصنيف العام |
| 17 أبريل 2016  | طواف لوار وشير 2016          | العاشر في التصنيف العام |
| 29 أبريل 2016  | هيمرلاند روندت 2016          | الثالث في التصنيف العام |
| 30 أبريل 2016  | جي بي فيبورغ 2016            | السابع في التصنيف العام |
| 08 مايو 2016   | رينجيريك جراند بريكس 2016    | الثاني في التصنيف العام |
| 28 فبراير 2018 | تروفيج أوماغ 2018            | الفائز في التصنيف العام |
| 11 مارس 2018   | إستريان سبرينغ تروفي 2018    | الفائز في التصنيف العام |

## روابط خارجية
- كريستر هاغن على موقع الاتحاد الدولي للدراجات (الإنجليزية)
- كريستر هاغن على موقع أرشيف الدراجات (الإنجليزية)
- كريستر هاغن على موقع إحصائيات الدراجات الإحترافية (الإنجليزية)
- كريستر هاغن على موقع نسبة الدراجات (الإنجليزية)